# William Paulet, 4. markýz z Winchesteru
William Paulet, 4. markýz z Winchesteru (před rokem 1560 – 4. února 1629) byl anglický šlechtic a politik.

## Život
Narodil se před rokem 1560 jako syn Williama Pauleta, barona St John z Basingu a Anne Howard.
Dne 16. ledna 1581 byl povolán do parlamentu jako baron St John z Basingu.
Dne 28. února 1587 se v kostele svatého Martina v polích oženil s Lady Lucy Cecil, dcerou Thomase Cecila, 1. hraběte z Exeteru a Dorothy Neville. Měli spolu šest dětí:
- William Paulet, Lord St John (1587/8–1621) ∞ Mary Browne, dcera Anthony-Maria Browna, 2. vikomta Montagu
- Thomas Paulet (úmrtí před rokem 1621)
- John Paulet, 5. markýz z Winchesteru (asi 1598–1675)
  - ∞ Jane Savage, dcera Thomase Savage, 1. vikomta Savage
  - ∞ Honora de Burgh, dcera Richarda Burke, 4. hraběte z Clanricarde
  - ∞ Isabel Howard, dcera Williama Howarda, 1. vikomta Stafford
- Lord Henry Paulet ∞ Lucy Philpot, dcera Sira Georga Philpota z Thruxtonu
- Charles Paulet
- Edward Paulet

Zemřel 4. února 1629 v Hackwoodu poblíž Basingstoke.